# プーチン宮殿
座標: 北緯44度25分11秒 東経38度12分19秒 / 北緯44.4198035度 東経38.2052456度

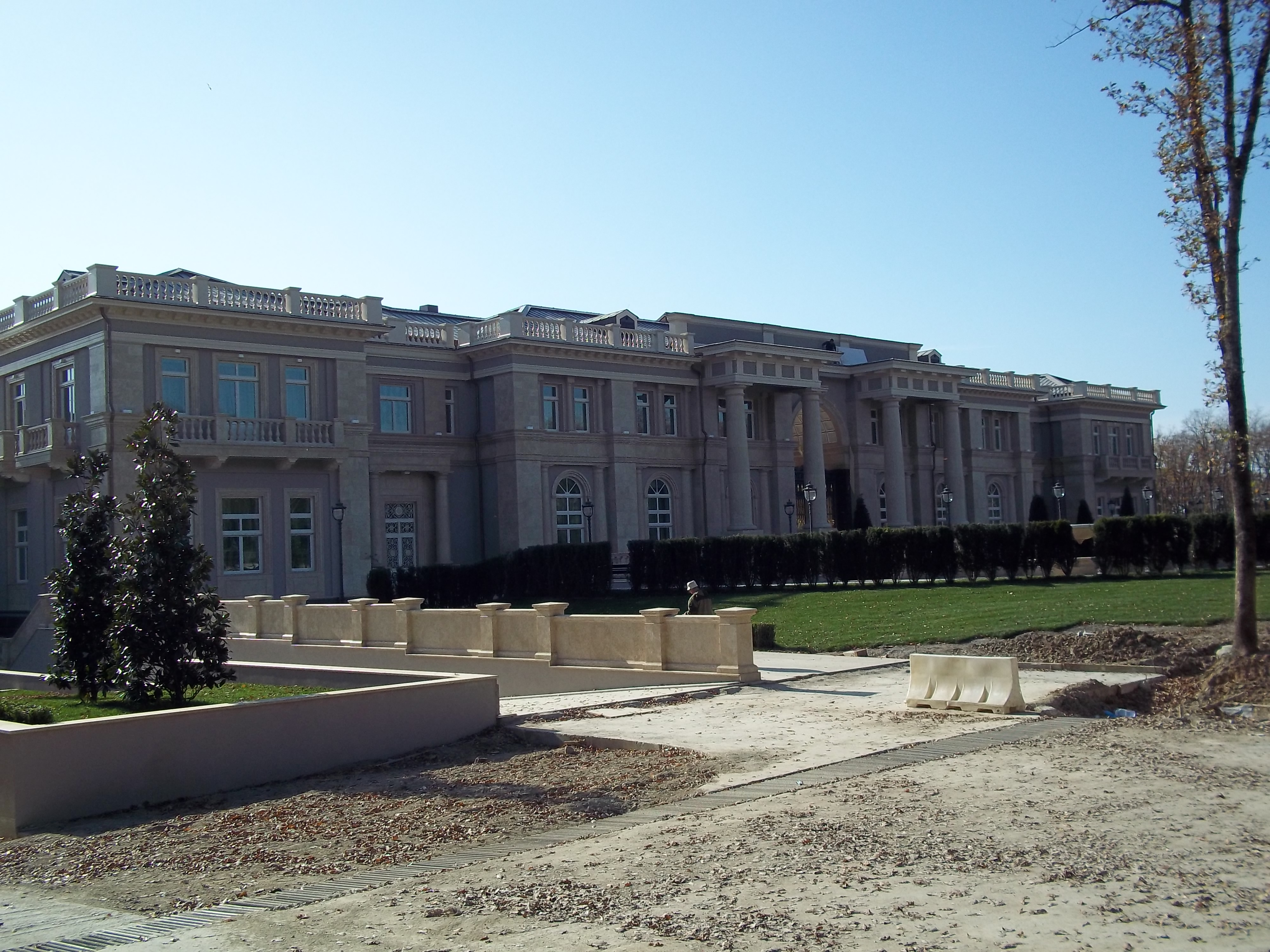
プーチン宮殿正面

プーチン宮殿（プーチンきゅうでん）は、ロシア黒海沿岸のリゾート地、ゲレンジーク付近のイドコパス岬に存在する豪邸およびその敷地を指す。

## 概要

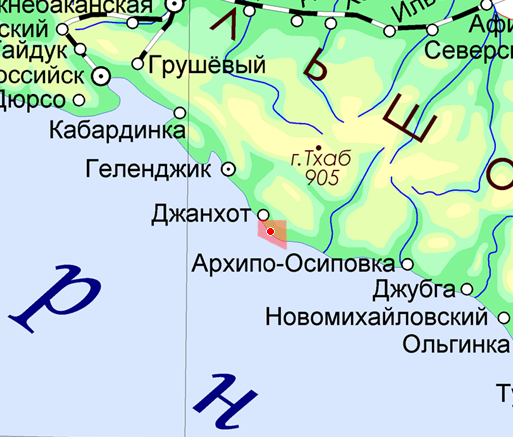
赤いエリア：イドコパス岬周辺の飛行禁止空域P116。 暗赤色の点：宮殿。

豪邸の敷地総面積はモナコ公国の約39倍で、建物の延べ床面積は1万7691平方メートル、建設総事業費は約1000億ルーブルと推定される。建物内部は豪華絢爛に装飾されて柔道場(畳のあるトレーニングルーム)が設けられ、敷地内にヘリポートやスケートリンク、教会、カジノ、円形劇場が設置され、近くにはブドウ農園やワイン製造所もあると報じられる。

## アレクセイ・ナワリヌイの動画による暴露
英語版Putin's Palace (film)も参照
ロシアの野党活動家であるアレクセイ・ナワリヌイは、黒海沿岸に存在する豪邸をドローンで撮影するとともに、建設に関わった業者から見取り図や豪華家具などの内装情報を入手し、CGで宮殿内部を再現した。2021年1月19日にYouTubeで邸宅の映像を公開し、ウラジーミル・プーチン大統領のものだと指摘し、国民に抗議デモを行うよう支持者に呼び掛けた。豪邸は「プーチン宮殿」として国内はもとより世界的な話題となり、1月29日までに動画の再生回数は1億回を超えた。また、ナワリヌイが呼びかけた反政府デモは1月31日にロシア全土で行われた。

## ナワリヌイが公開した動画に関する世論調査
2021年1月29日から2月2日にかけて実施されたレバダセンターの世論調査では、ロシアの成人回答者の26％が「この映画を見た」、10％が「見ていないが内容は知っている」、32％が「この映画について聞いた」、31％が「何も聞いていない」と答えた。この映画を見た、または聞いた人のうち、プーチンに対する態度が良くなったと答えた人は3％、悪くなったと答えた人は17％、変わらなかったと答えた人は77％であった。映画を見た人、聞いた人のうち、33％が「事実ではないと思う」、38％が「事実のようだが、告発の信憑性を評価するのは難しい」、17％が「事実だと思う」と答えた。全回答者のうち、プーチンに権力乱用の罪があると思うかとの問いには、「間違いなく罪がある」17％、「他の高官と同様に罪があるだろう」25％、「たとえ事実でも、彼の統治下で国はより良く暮らし始めた」24％、「彼は決して権力を乱用していない」29％だった。また、この世論調査では世代間のギャップも見られ、若い回答者ほど映画を見たことがあり、プーチンが権力の乱用で有罪になったと考える傾向が強かった。

## 反応
BBCロシア・サービスは、2005年から2020年にかけて宮殿で働いたという複数の建設作業員に話を聞き、宮殿がカビのために建て直されていることを確認した。
オンライン会議に参加した大学生の1人から、この宮殿についてウラジーミル・プーチンに対して質問が出た。「現在、動画共有サービスYouTubeでは、あなたがゲレンジークに宮殿を所有しているという調査動画がトップになっています。プーチン大統領、これは真実なのでしょうか？」と質問した。するとプーチンは「私のものでもなければ、私の近親者のものでもない。一度も所有したことはない」と主張した。
プーチンは「宮殿は自分自身や近親者のものではないと述べた。また、この資料は市民を「洗脳」するために使われたと主張した。
2021年1月30日にプーチンの元柔道仲間でロシアのユダヤ人実業家のアルカディ・ローテンベルクは、「私が債権者から豪邸を買い取った」と主張し、「宿泊施設への改装工事を行い、数年後に完了する見通しだ」と述べた。
ナワリヌイは協力者の支援を受けて、宮殿内部の動画を2022年1月20日に再び配信し、プールや豪華な寝室の写真を示しながら「作り話だ」とする批判に反論した。

## ギャラリー

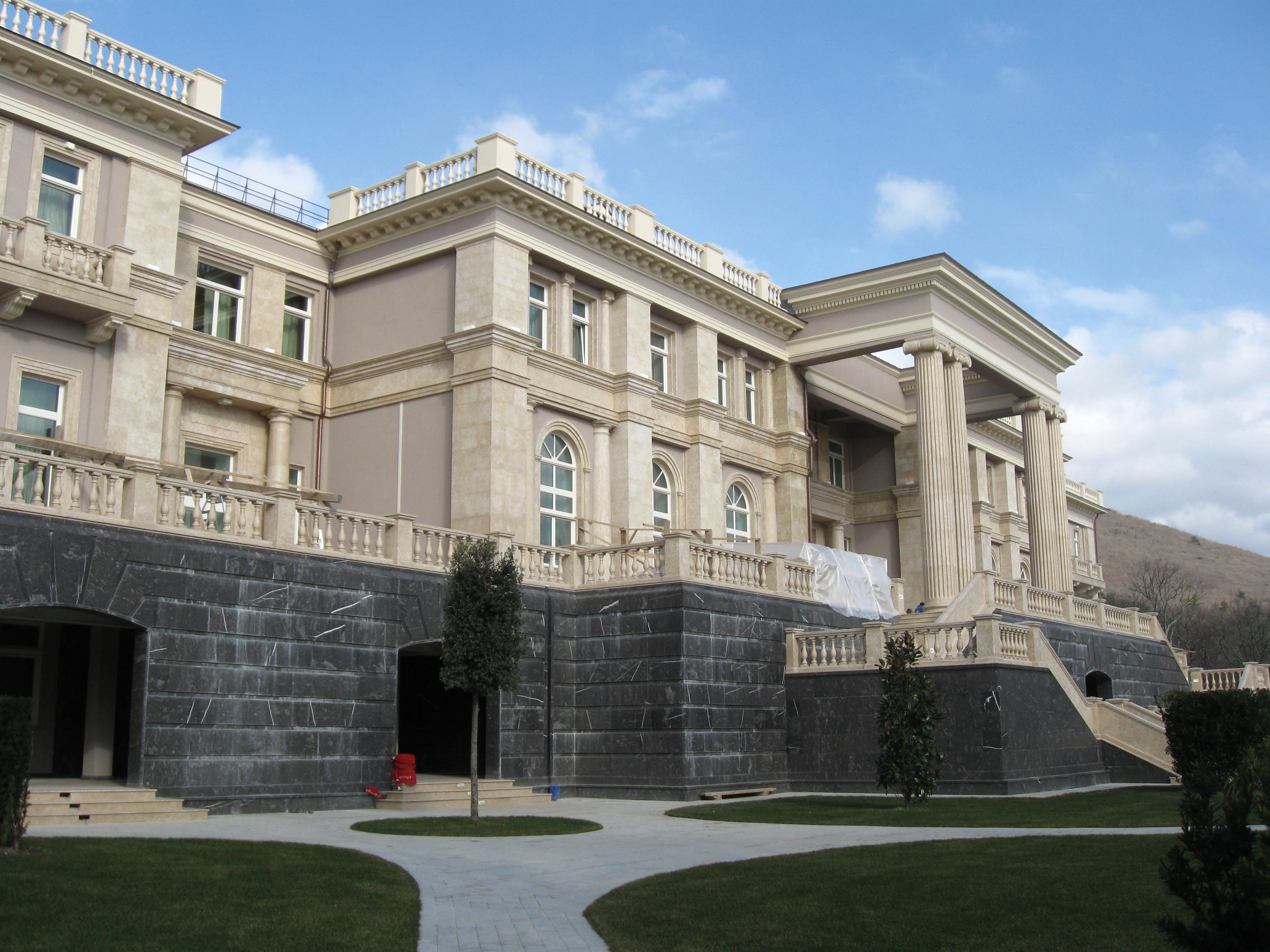
外観
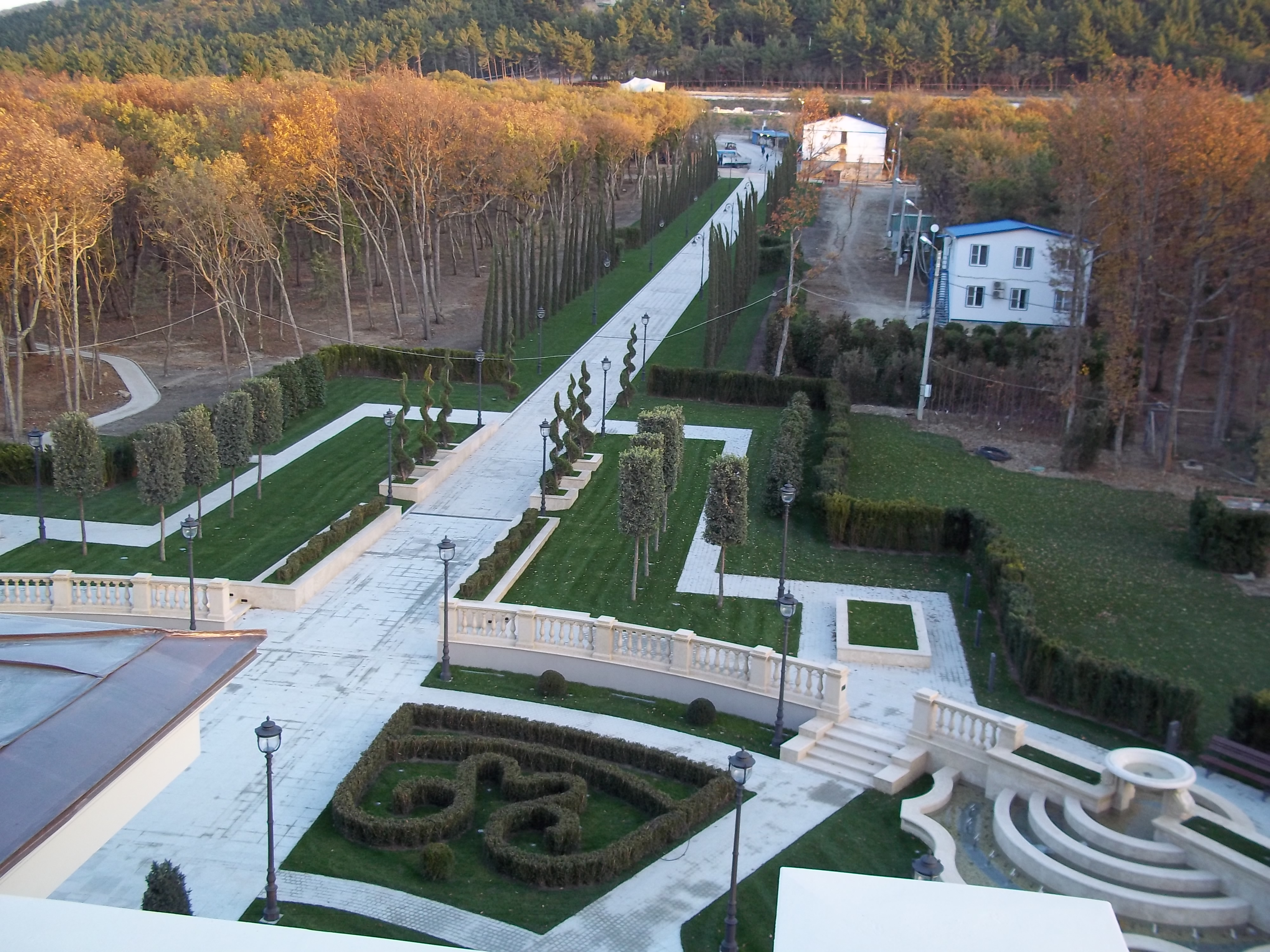
庭園
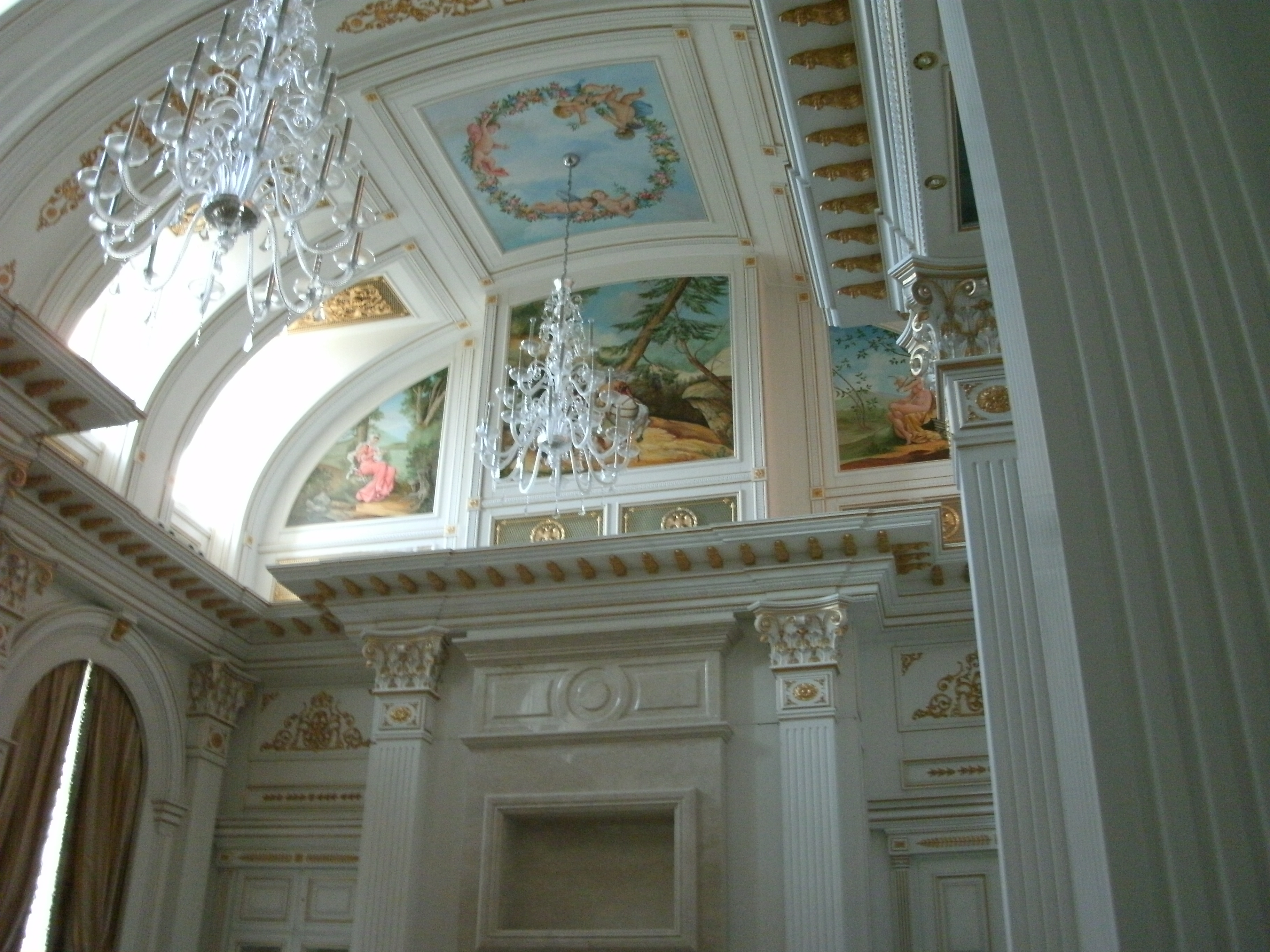
メインホール
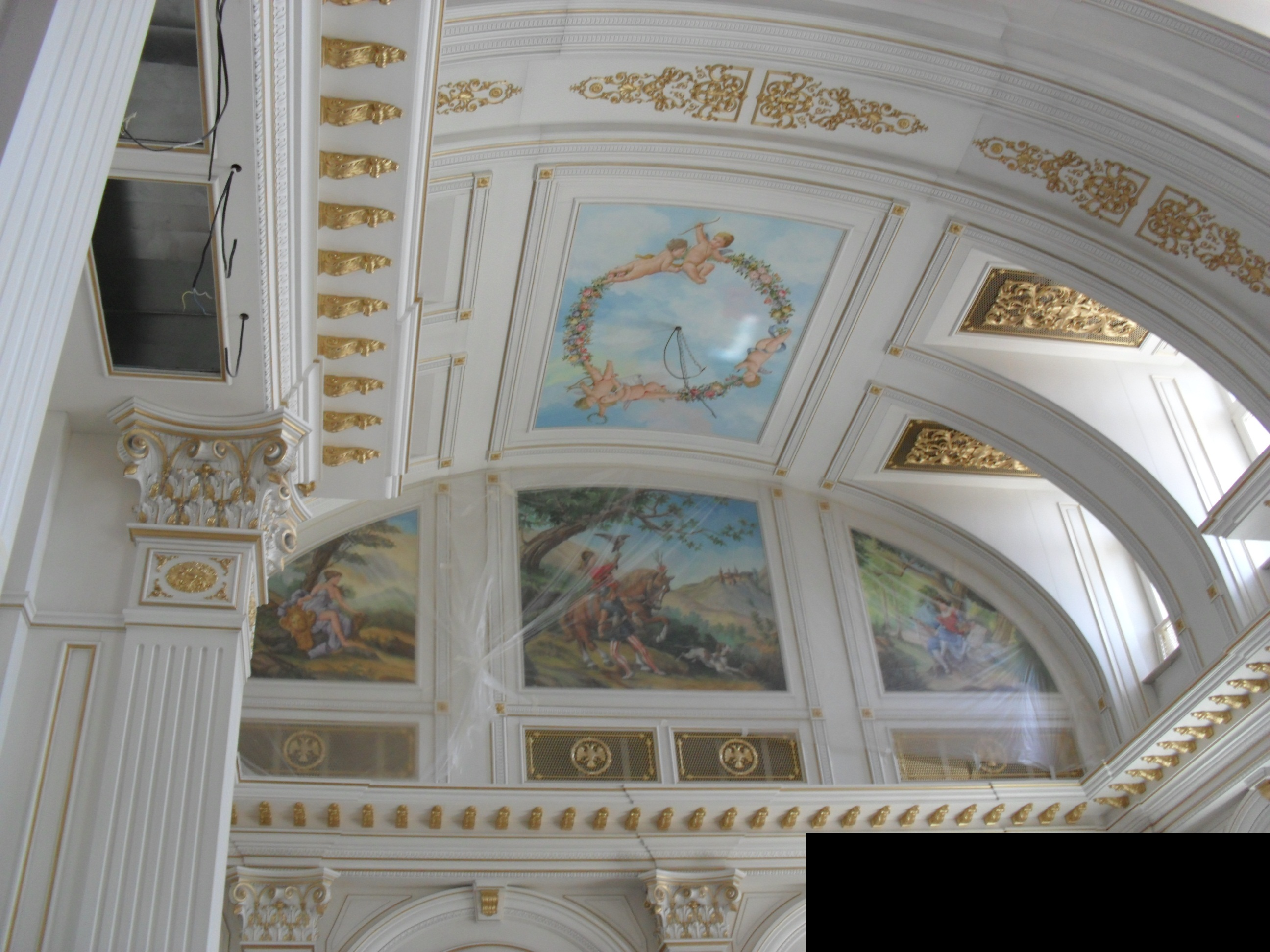
メインホール
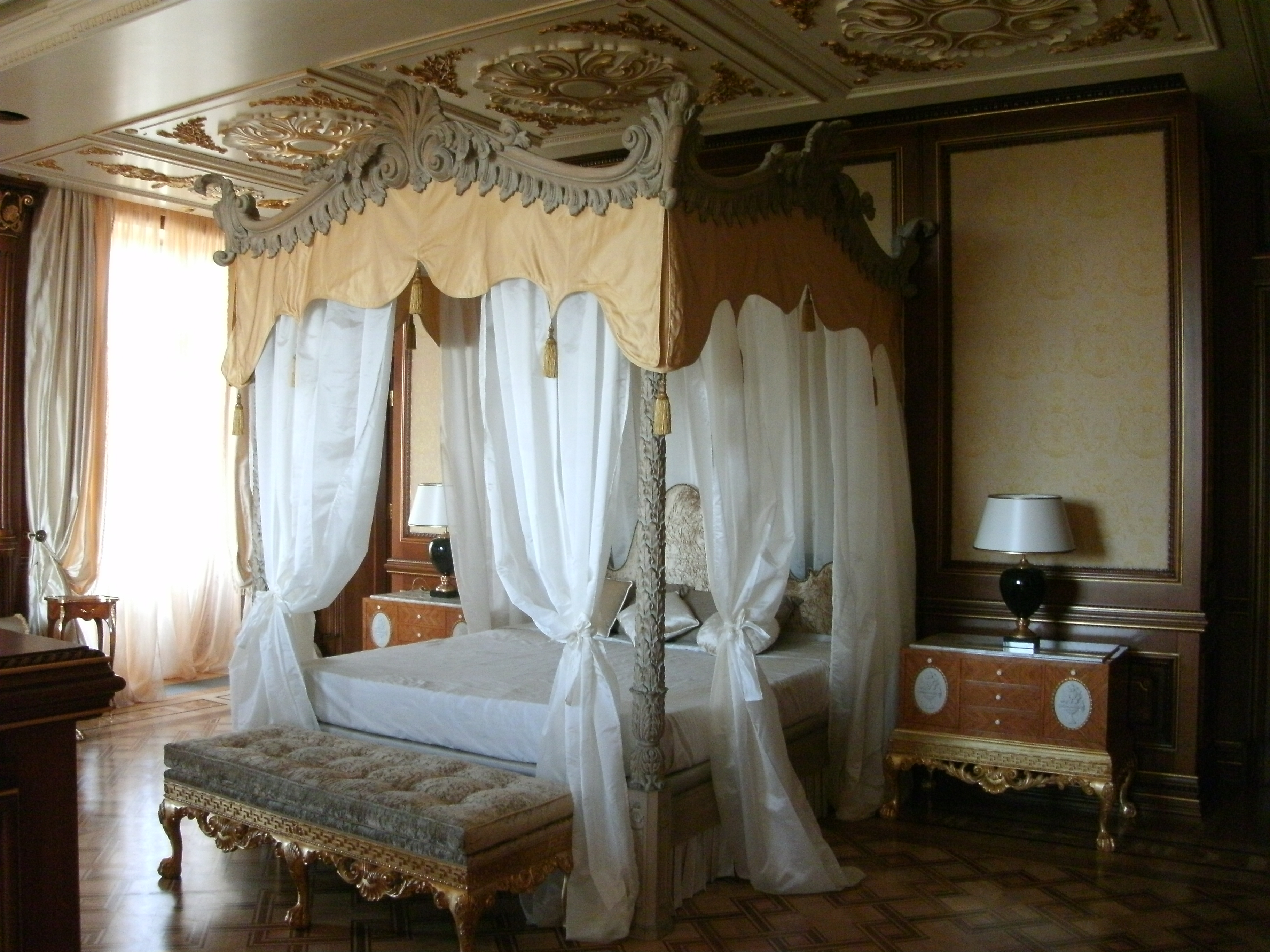
寝室
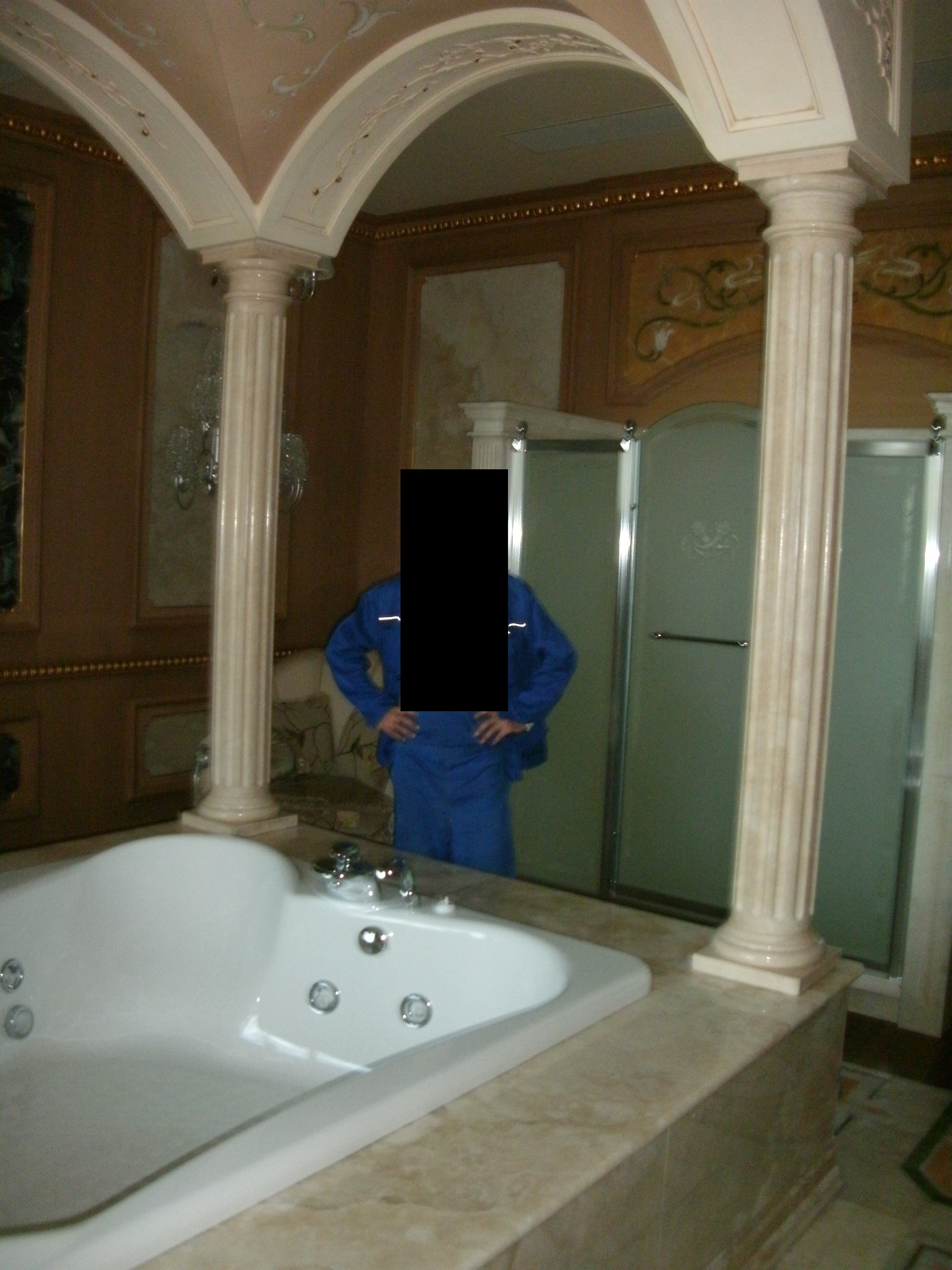
浴室
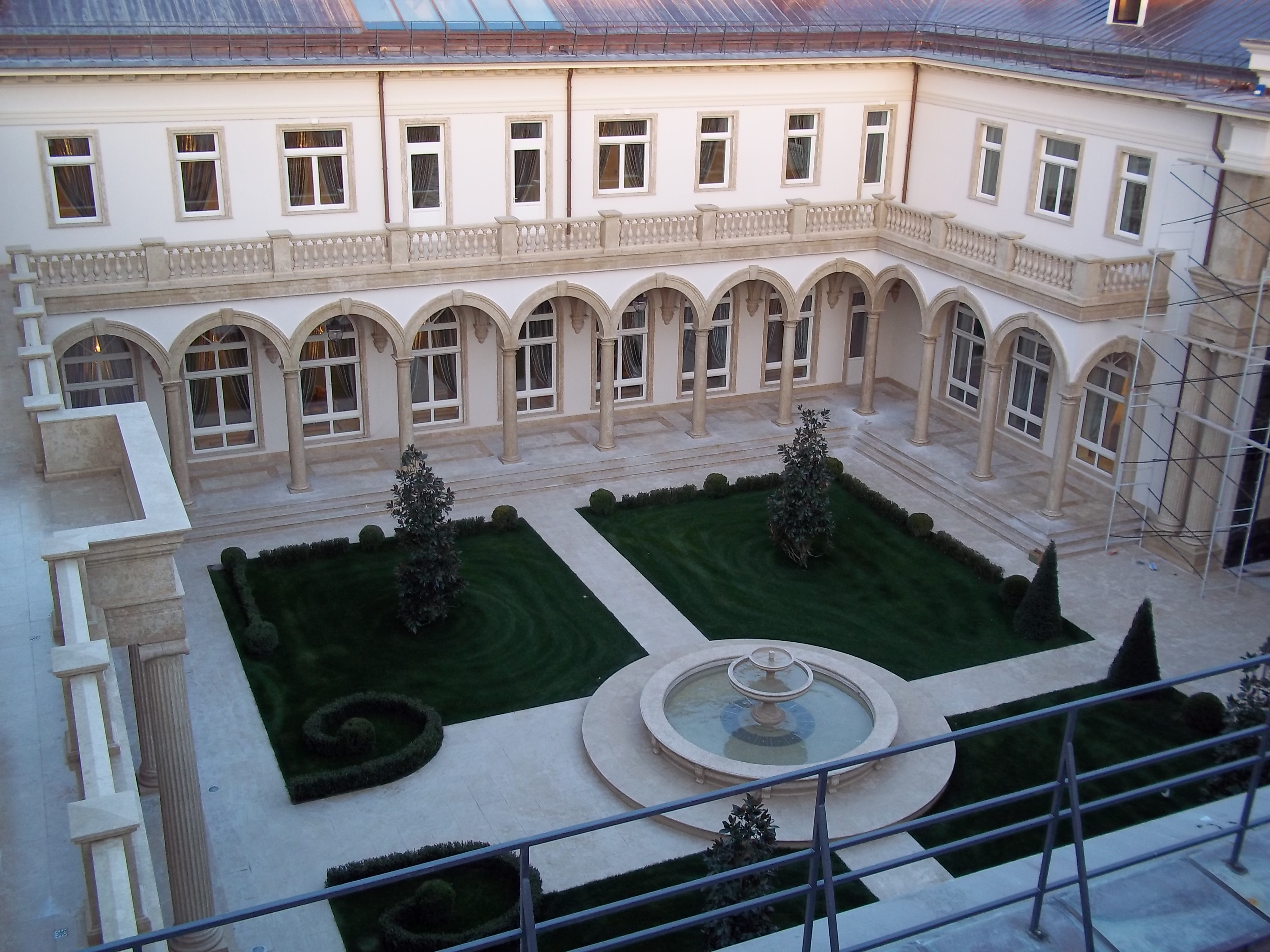
中庭（カーテンとシャンデリアはすべての窓に見える）
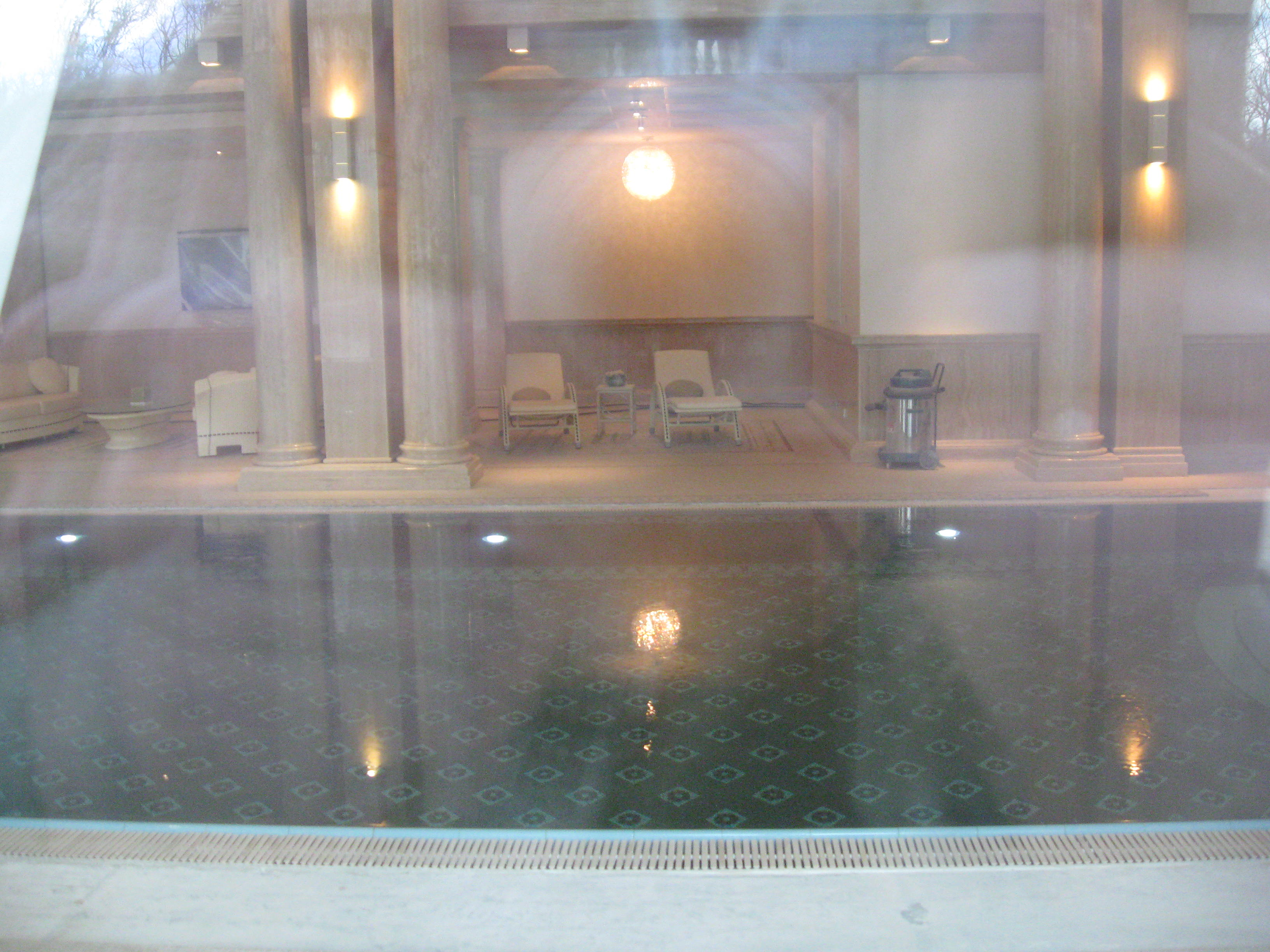
アクアディスコの近くのスイミングプール
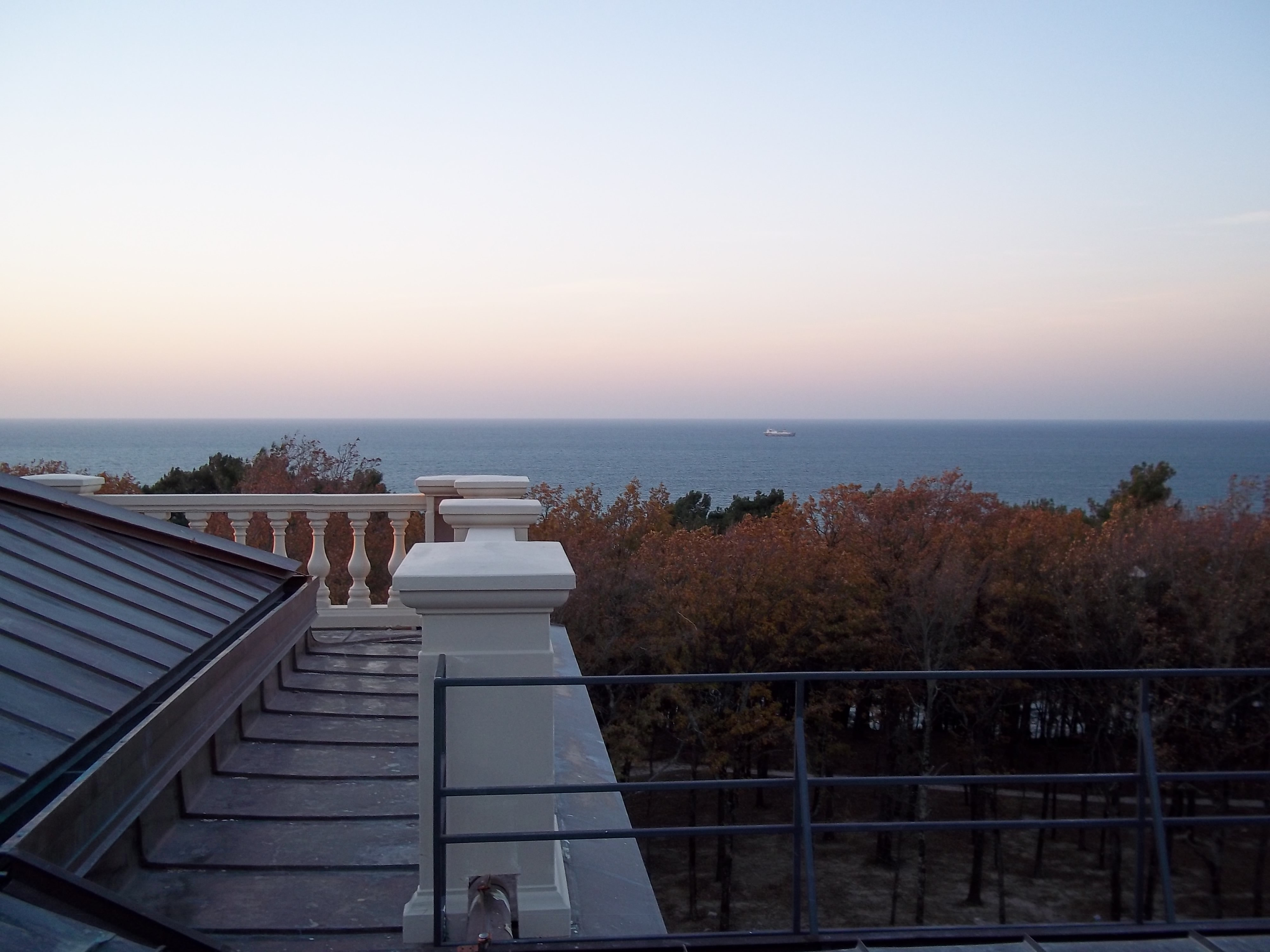
宮殿から黒海を眺める